# Era Nuku
Era Nuku, est le dieu des plumes dans la mythologie Rapa Nui.
Era Nuku est lié aux mythes guerriers. Il tient à l'écart les mauvais esprits dans la mesure où des plumes sont placées sur les tombeaux. Il protège également les plantations de patates douces et de pommes de terre si des plumes sont positionnées sur des bâtons, disposés les uns à côté des autres, entre les collines.